# Wenzhou (langue)
Pour l’article homonyme, voir Wenzhou.
Le wenzhou (chinois simplifié : 温州话 ; chinois traditionnel : 溫州話 ; pinyin : wēnzhōuhuà) ou oujiang (chinois simplifié : 瓯江话 ; chinois traditionnel : 甌江話 ; pinyin : ōujiānghuà) est une langue de Wenzhou, la ville-préfecture du sud de Zhejiang, province de Chine. C'est la forme la plus différente du wu, et elle est parfois considérée comme une langue distincte. Elle a des éléments perceptible du min, qui la borde au Sud.
Le wenzhou  et les autres variétés de wu,  limitrophe au nord et à l'ouest, et encore moins le mindong au sud ou la langue officielle chinoise, le mandarin ne sont pas intercompréhensible.
À cause de sa longue histoire et des traits géographiques de la région où il est situé, le wenzhou est tellement excentré dans sa phonologie qu'il a la réputation d'être le « dernier dialecte compréhensible » pour un locuteur moyen de mandarin. Il préserve du vocabulaire du chinois classique perdu ailleurs, et a des différences grammaticales notables avec le mandarin.

## Classification
La mosaïque linguistique qui constitue la Chine est spécialement diversifiée dans la province de Zhejiang, où se situe le wenzhou. Ce dernier est également divisé en plusieurs dialectes. Quand on se réfère au dialecte standard du wenzhou, il s'agit généralement de la langue parlée par la population vivant dans les parties les plus développées du Wenzhou, c.-à-d. Lucheng, Ouhai, Longwan, Yongjia, Ruian, et Yueqing. Plus de cinq millions de personnes parlent des dialectes du wenzhou qui sont intercompréhensibles. Les habitants de Taizhou, qui parlent le dialecte wu qui borde Wenzhou au nord, ne peuvent pas comprendre le wenzhou.

## Réputation d'excentricité
À cause de son haut degré d'excentricité, la langue est réputée avoir été utilisée pour les communications lors de la guerre sino-japonaise. En raison de son unique grammaire, vocabulaire, et prononciation, la langue est fondamentalement incompréhensible pour quelqu'un qui n'est pas de la région.
Il y a un célèbre proverbe rimé en Chine qui dit : « Ne crains pas le ciel, ne crains pas la terre, mais redoute d'entendre une personne de Wenzhou parler le wenzhou. » (天不怕，地不怕，就怕温州人说温州话)

## Phonétiqueetphonologie

### Consonnes
|                    |                    | bilabiale | labio-dentale | alvéolaire | alvéolo-palatale | palatale | vélaire | glottale |
| ------------------ | ------------------ | --------- | ------------- | ---------- | ---------------- | -------- | ------- | -------- |
| nasales            | nasales            | m         |               | n          | ɲ                |          | ŋ       |          |
| occlusives         | voisée             | b         |               | d          |                  |          | g       |          |
| occlusives         | sourde non aspirée | p         |               | t          |                  |          | k       |          |
| occlusives         | sourde aspirée     | pʰ        |               | tʰ         |                  |          | kʰ      |          |
| fricatives         | voisée             |           | v             | z          |                  |          |         | ɦ        |
| fricatives         | sourde             |           | f             | s          | ɕ                |          |         | h        |
| affriquées         | voisée             |           |               | dz         | dʑ               |          |         |          |
| affriquées         | sourde non aspirée |           |               | ts         | tɕ               |          |         |          |
| affriquées         | sourde aspirée     |           |               | tsʰ        | tɕʰ              |          |         |          |
| spirantes          | spirantes          |           |               |            |                  | j        |         |          |
| latérale spirantes | latérale spirantes |           |               | l          |                  |          |         |          |

### Tons
| Numéro de ton | Nom du ton        | Contour de ton |
| ------------- | ----------------- | -------------- |
| 1             | yin ping (陰平)   | 44             |
| 2             | yang ping (陽平)  | 31             |
| 3             | yin shang (陰上)  | 45             |
| 4             | yang shang (陽上) | 34             |
| 5             | yin qu'(陰去)     | 42             |
| 6             | yang qu'(陽去)    | 22             |
| 7             | yin ru (陰入)     | 323            |
| 8             | yang ru (陽入)    | 212            |